# Henrik Christian von Leunbach
Henrik Christian von Leunbach (20. september 1837 i Ikast – 8. marts 1903 i Nykøbing Falster) var en dansk præst og biskop i Lolland-Falster Stift fra 1899–1903.
Han er begravet på Tranekær Kirkegård på Langeland.